# The Smile Shop
A The Smile Shop egy grúz gyermekegyüttes, tagjai Mariam Shavladze, Mari Samushia, Tamta Diasamidze, Ana Kvantaliani, Saba Chachua és Luka Gogiberidze. Ők képviselték Grúziát a 2013-as Junior Eurovíziós Dalfesztiválon, a Give Me Your Smile című dalukkal, ahol a 12 fős mezőnyben az ötödik helyen végeztek. A formációt a dalfesztivál erejéig alkották meg.